# 甲賀市立柏木小学校
甲賀市立柏木小学校（こうかしりつ かしわぎしょうがっこう）は、滋賀県甲賀市にある市立の小学校。

## 所在地
- 滋賀県甲賀市水口町北脇1132番地[1]

## 沿革
- 1891年（明治24年）9月26日 - 柏木尋常小学校が設立[2]。
- 1914年（大正3年）3月 - 柏木尋常高等小学校に改称。
- 1941年（昭和16年）4月 - 柏木村立柏木国民学校に改称。
- 1942年（昭和17年）7月1日 - 水口町と合併し、水口町立水口西国民学校に改称。
- 1947年（昭和22年）4月1日 - 水口町立水口西小学校に改称。
- 1948年（昭和23年）10月1日 - 水口町より分離し、柏木村立柏木小学校に改称。
- 1955年（昭和30年）4月15日 - 水口町と合併し、水口町立柏木小学校に改称。
- 1965年（昭和40年）7月28日 - 旧プール竣工。
- 1979年（昭和54年）2月10日 - 現校舎竣工。
- 1983年（昭和58年）8月19日 - 体育館竣工。
- 1989年（平成元年）8月1日 - 現プール竣工。
- 1991年（平成3年）9月16日 - 創立100周年記念行事開催。
- 2002年（平成14年）2月13日 - ビオトープ竣工。
- 2004年（平成16年）10月1日 - 市町村合併により甲賀市立柏木小学校に改称。
- 2012年（平成24年）10月31日 - 校舎耐震工事・大規模改修完了。
- 2016年（平成28年） - 体育館屋根などの補強工事実施。
- 2019年（平成31年）1月 - 校舎増築工事開始。
- 2020年（令和2年）2月 - 校舎増築完成。
- 2022年（令和4年）8月 - 特別支援教室トイレ増設工事。
- 2023年（令和5年）9月 - バリアフリー（EV設置）工事。

## 校区
この小学校の校区は以下の通り。
水口町泉、水口町北泉一丁目、水口町北泉二丁目、水口町酒人、水口町植、水口町宇田、水口町北脇、水口町西林口の一部、水口町笹が丘の一部、水口町さつきが丘の一部

## 学校教育目標
心豊かでたくましく生きる子どもの育成
ーあたまはっきり　考える子ー
ーからだいきいき　元気な子ー
ーこころにっこり　やさしい子ー

## 学校の特徴
- 学区は、従来旧東海道沿いの農村地域であったが、近年、大型店舗や工場等の進出、住宅やアパートの増加等の開発が進み、多様性に富む。地域の学校教育に対する関心は高く協力的で、地域活動も活発[5]。
- 校章の6枚の柏葉は校章制定当時の柏木村である泉、酒人、植、宇田、北脇、名坂の6地区を表している。
- 1804年より村人が義金を募り1822年に作られた「横田橋常夜灯」をはじめ、学区には多くの史跡がある。
- 1891年創設の歴史のなかで育まれてきた校風と新しい教育の相互の良さを生かしながら学校づくりを推進している。

## 周辺
- 滋賀県警甲賀警察署柏木警察官駐在所 - 東海道をはさんで、敷地が隣接。
- 水口北脇郵便局
- 柏木児童クラブ
- 甲賀市北脇公民館
- 柏木ふれあい運動公園
- 甲賀市役所柏木地域市民センター

## アクセス
- 甲賀市コミュニティバス「三雲駅・市役所線」で、「里北脇」停留所から、徒歩約670m・約10分。